# 庞鸿文宅
庞鸿文宅位于中国江苏省常熟市城区南泾堂历史街区的南泾堂36-40号，清代建筑，现存前后五进，占地面积919平方米，系刑部尚书庞钟璐长子、光绪二年（1876年）进士、湖北学政庞鸿文的居宅。
1982年11月17日，庞鸿文宅公布为常熟市文物保护单位。现状一般。 